# 8847 Huch
8847 Huch è un asteroide della fascia principale. Scoperto nel 1990, presenta un'orbita caratterizzata da un semiasse maggiore pari a 2,8403081 UA e da un'eccentricità di 0,0320854, inclinata di 1,25199° rispetto all'eclittica.